# Plecopterodes mellifluana
Plecopterodes mellifluana là một loài bướm đêm trong họ Noctuidae.